# Jumeau numérique

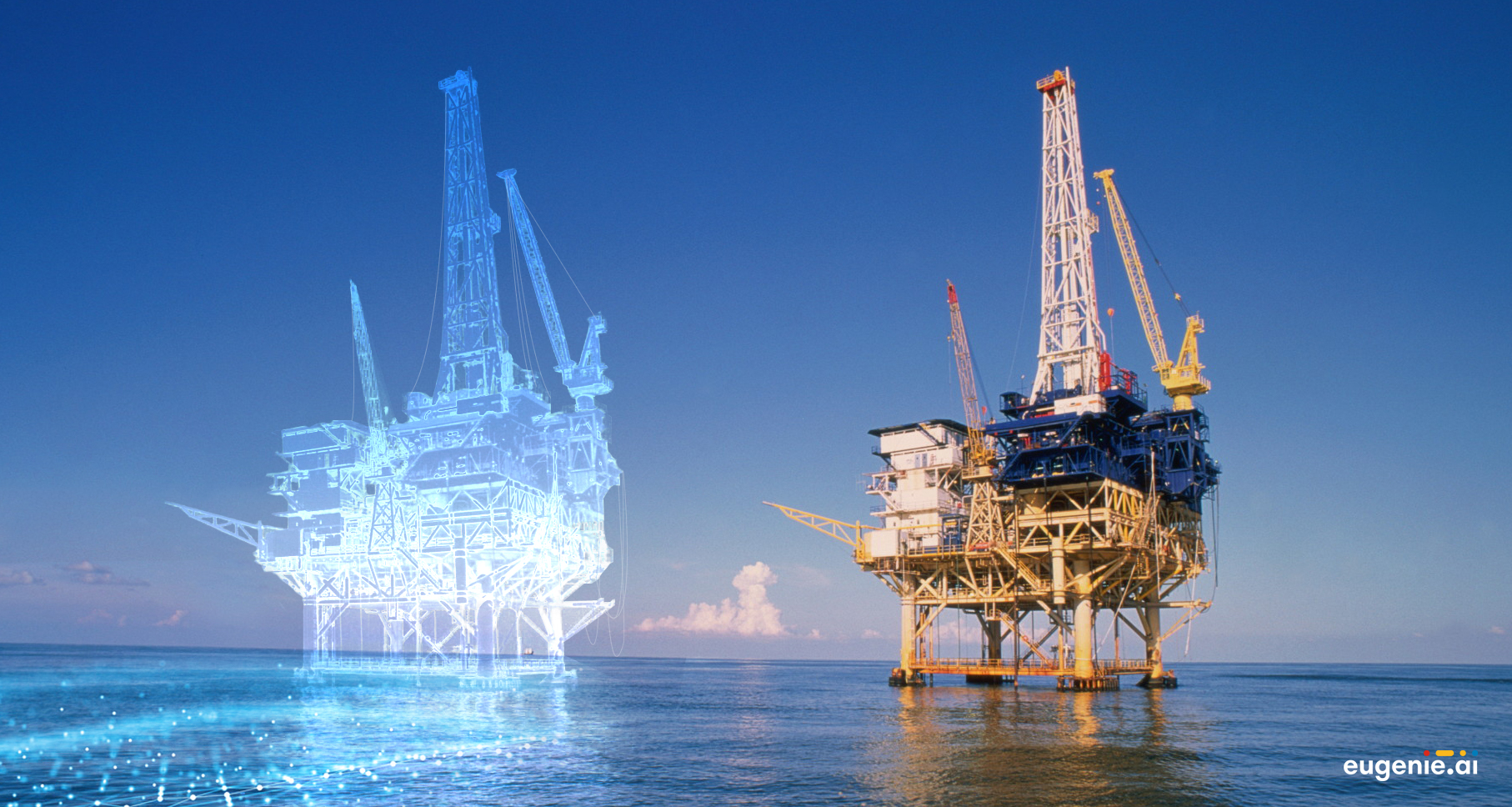
Une plateforme pétrolière (à droite) et son jumeau numérique (à gauche).

Un jumeau numérique (en anglais « digital twin ») est un modèle numérique qui reconstitue fidèlement un objet, une opération ou un système tel qu'utilisé (ou maintenu/exploité). Ces clones numériques peuvent avoir de multiples usages. Le jumeau numérique n'est pas seulement une réplique d'un objet à un moment précis, mais il comprend également le processus par lequel l'objet est passé depuis sa conception jusqu'à son état final. Ainsi, le jumeau numérique reflète non seulement l'objet lui-même, mais aussi son histoire de développement et de fabrication. De ce fait, on peut comprendre la durée de vie de l'objet dans sa totalité, même après qu'il a été livré et que les garanties de dix à trente ans sont épuisées. Un jumeau numérique fournit donc à la fois les détails constitutifs et la dynamique opérationnelle d'un élément de l'Internet des objets tout au long de son existence.
Les jumeaux numériques intègrent l'intelligence artificielle, l'apprentissage automatique et l'analyse des données avec des données pour créer des modèles de simulation numérique qui se mettent à jour et changent à mesure que leurs contreparties physiques changent. Un jumeau numérique apprend en permanence et se met à jour en utilisant de multiples sources pour représenter son statut, sa condition de travail ou sa position en temps quasi réel. Ce système d'apprentissage, apprend de lui-même, en utilisant :
- des données de capteurs qui transmettent divers aspects de son état de fonctionnement ;
- d'experts humains, tels que des ingénieurs ayant une connaissance approfondie et pertinente du domaine industriel ;
- d'autres machines similaires ;
- d'autres flottes de machines similaires ;
- et de systèmes plus vastes et de l'environnement desquels il fait partie.

Un jumeau numérique intègre également des données historiques de l'utilisation passée de la machine qu'il intègre à son modèle numérique.
Dans divers secteurs industriels, les jumeaux numériques sont utilisés pour optimiser le fonctionnement et la maintenance des actifs physiques, des systèmes et des processus de fabrication. Les jumeaux numériques constituent une technologie de formation pour l'Internet industriel des objets, où ils peuvent interagir virtuellement avec d'autres machines et personnes. Dans ce contexte d'Internet des Objets, ils sont parfois mentionnés sous l'appellation de « cyberobjets », ou encore « d'avatars digitaux ».

## Acteurs du secteur en Europe
Une cartographie exhaustive des acteurs européens impliqués dans le domaine des jumeaux numériques a été faite à l'initiative de la Commission européenne. Elle identifie non seulement les fournisseurs de technologies et de plateformes adaptées, mais aussi les utilisateurs finaux engagés dans des projets pilotes ou des déploiements à plus grande échelle. L'un des objectifs de cette cartographie est de déceler les complémentarité et disparités de maturité numérique entre territoires et collectivités européennes, ainsi que leurs divers niveaux d'ambition concernant la digitalisation des services publics.
Ce travail vise aussi à fournir un référentiel commun pour faciliter l'interopérabilité et l'amélioration des compétences techniques au sein de l'Union européenne, à moyen et long terme. Il s'inscrit dans le cadre plus large du projet Living Digital Twins (LDT), dans le cadre du programme Horizon Europe de la Commission européenne, notamment via la section dédiée aux projets de recherche et d'innovation (CORDIS).

### Spécifications techniques et cadre standardisé des Jumeaux Numériques Locaux (JNL)
Des documents clés, tels que le rapport public "D05.02 Public report on the LDT Toolbox detailed specifications requirements", détaillent les aspects techniques et les exigences fonctionnelles nécessaire au développement d'une boîte à outils « LDT Toolbox » dédiée aux jumeaux numériques locaux. Le rapport explicite aussi les spécifications techniques à prendre en compte lors de la passation de marché. Il met un accent particulier sur la nécessité d'une conception modulaire et évolutive, dans un cadre standardisé qui facilitera la mise en œuvre et la pérennisation des solutions JNL dans des environnements hétérogènes, et mieux répondre aux besoins des villes et territoires européens en matière de transformation digitale et de transition écologique, pour notamment contribuer à une gestion plus efficace et soutenable des régions, villes et territoires ruraux, dans leur complexité.
En 2025, un rapport de la Commission européenne  et le salon virtualTer dénombrent plus de 135 plateformes et outils de jumeaux numériques permettant de modéliser, surveiller et optimiser les infrastructures et services urbains grâce à l’intégration de données et d’algorithmes, notamment d’intelligence artificielle.
Dans le cadre de l’initiative de la Commission européenne « CNECT/2022/OP/0098 – Procurement of the Technical Specifications for the Local Digital Twins (LDTs) Toolbox », un projet porté par la Direction générale des réseaux de communication, du contenu et des technologies (DG CNECT) dans la section « Digital Excellence & Science Infrastructure – Technologies for Smart Communities », concerne la transformation numérique des villes et des territoires européens via les « jumeaux numériques locaux » (Local Digital Twins ou LDTs).

## Utilité et exemples d'applications des jumeaux numériques
Les jumeaux numériques (digital twins) trouvent des applications de « bac à sable virtuel » dans une multitude de secteurs, permettant l'optimisation des performances, la préparation de maintenance prévisionnelle, de maintenance prévisionnelle ; le diagnostic de problème via la simulation d'objets ou de systèmes plus ou moins complexes (une ville par exemple) ; ils peuvent aider à valider des scenarii prospectif ou alternatifs de transition écologique, d'adaptation au changement climatique, de énergétique ou encore agro-alimentaire auxquelles nous devons faire face demandent des décisions en matière d’adaptation des pratiques ou d’aménagement de notre territoire qui soient rapides, robustes et étayées par des analyses éclairées. Les jumeaux numériques peuvent s'appuyer, de plus en plus, sur la modélisation tridimensionnelle (mais un jumeau numérique peut être parfois simplifié en 2 D), et l'intégration de données issues de capteurs pour créer une réplique virtuelle dynamique d'un objet ou d'un système physique.

### Optimisation et maintenance d'équipements complexes

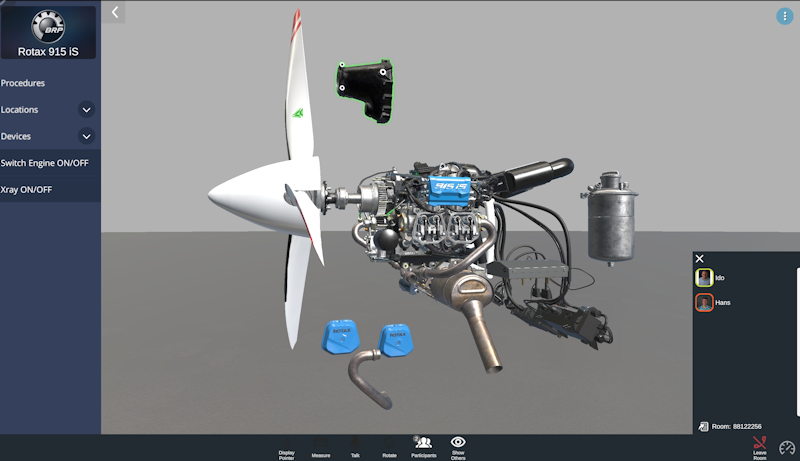
Outil logiciel d'apprentissage basé sur le jumeau numérique

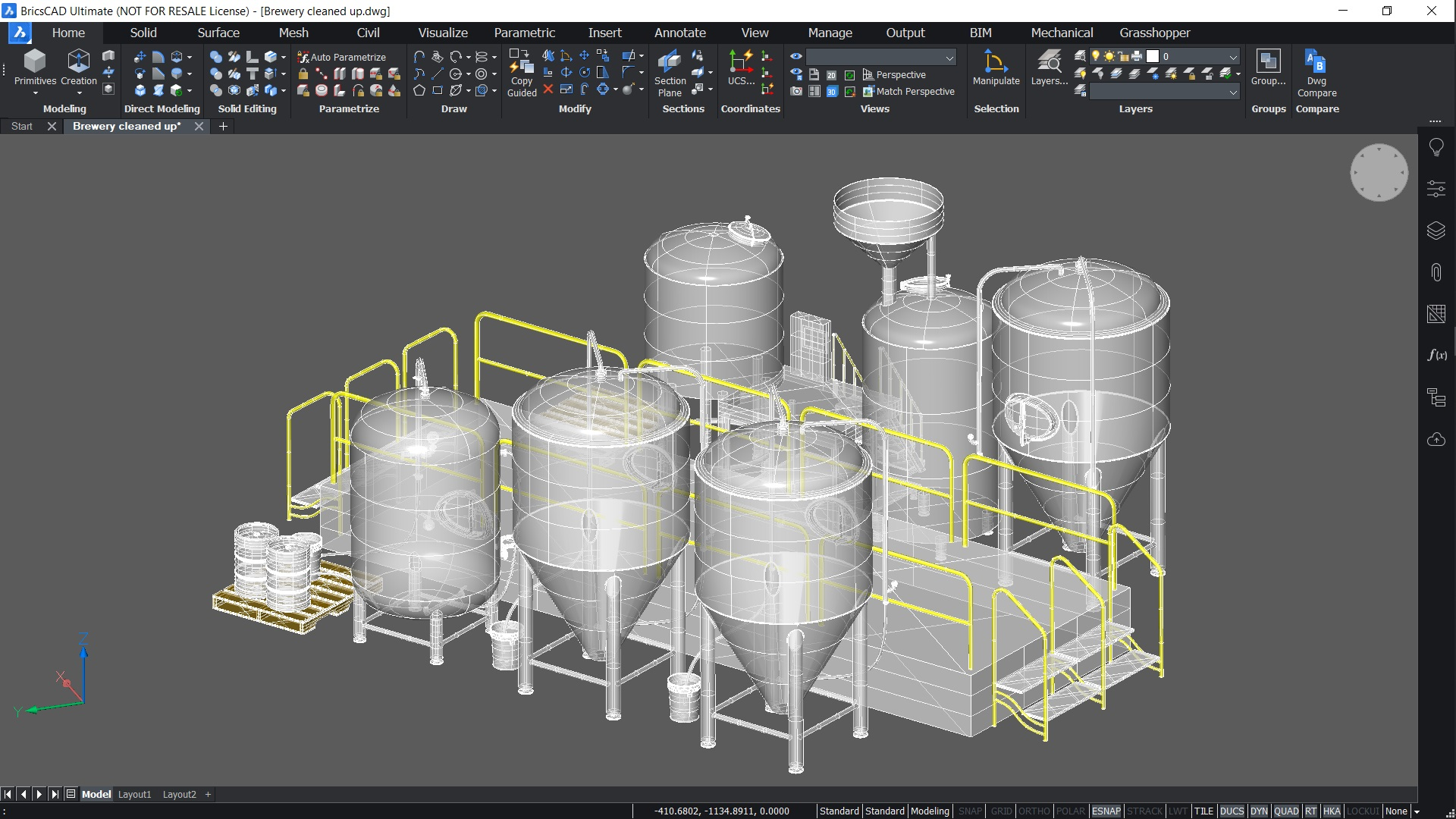
Exemple de représentation d'un ensemble de silo. Un jumeau numérique pourrait l'utiliser en y intégrant le niveau de remplissage de chaque silo, et d'autres informations

Les jumeaux numériques sont couramment utilisés pour optimiser les performances et la maintenance prévisionnelle d'équipements complexes, notamment dans l'industrie et la production d'énergie :
- Production d'énergie : Ils permettent de travailler sur des objets très complexes comme une plateforme de forage offshore, ou d'optimiser les turbines de production d'énergie, les éoliennes, de positionner des panneaux photovoltaïques ou de faciliter leur intégration paysagères et dans le réseau électrique[13],[14] et les générateurs, en simulant leur comportement sous diverses conditions et en prédisant les pannes.
- Transport :
  - Moteurs d'avion : Les jumeaux numériques des moteurs d'avion permettent de suivre leur état en temps réel, d'anticiper les besoins de maintenance et d'optimiser leur consommation de carburant[15],[16].
  - Locomotives : Ils sont utilisés pour la surveillance et la maintenance des locomotives, améliorant la fiabilité et la sécurité des transports ferroviaires[17].
- Structures complexes : De grandes structures comme les plates-formes offshore et les navires bénéficient également de jumeaux numériques pour le suivi de leur intégrité structurelle et la planification de leur maintenance[18].

### Surveillance, tests, diagnostic et pronostic
Les jumeaux numériques sont des outils puissants pour la surveillance, le diagnostic et le pronostic afin d'optimiser la performance et l'utilisation des actifs. Les données captées en temps réel par des capteurs sur l'objet physique sont combinées avec des données historiques, l'expertise humaine, l'apprentissage automatique et la simulation informatique pour affiner les prédictions et identifier les causes profondes de certains problèmes,,. Cette capacité à anticiper les problèmes améliore considérablement la productivité et réduit les coûts de maintenance,.

### Conception et gestion d'infrastructures
Les jumeaux numériques sont de plus en plus utilisés dans la conception, la construction et la gestion des villes, infrastructures urbaines et des bâtiments :
- Bâtiments et villes intelligentes : Ils permettent de modéliser des édifices entiers ou des quartiers urbains, optimisant leur conception, leur consommation énergétique (par exemple, grâce à des jumeaux numériques de systèmes CVC - chauffage, ventilation et climatisation[24]) et leur gestion[25]. Ils facilitent la simulation de scénarios complexes, comme l'évacuation en cas d'urgence ou l'impact de nouvelles constructions. Ils permettent de tester  ( « tests de résistance virtuels » ; crash tests éventuellement) les plans et programmes et certaines politiques d'aménagement du territoire[12]. A titre d'exemple le  Le Royaume-Uni (depuis 2020) a un programme de « jumeau numérique national » (National Digital Twin Programme), de même que la France (projet co-porté par l'IGN, le Cerema et l'Inria, qui se veut souverain et interopérable) ou des collectivités comme le (département de l'Aveyron par exemple) ou de plus petite taille (avec par exemple un « jumeau des villes moyennes » testé à Loos-en-Gohelle)[26].
- Infrastructures énergétiques et réseaux : Les jumeaux numériques des réseaux électriques intelligents (smart grids), des stations de traitement d'eau ou des réseaux de transport permettent de simuler des dysfonctionnements, d'optimiser les flux et de planifier les interventions de maintenance.
- Ponts et infrastructures critiques : Des chercheurs ont développé des jumeaux numériques pour surveiller et évaluer leur état et santé structurelle, en intégrant des données de capteurs sur les contraintes, les vibrations et les déformations, pour prédire leur durée de vie restante, et les besoins de maintenance[27].
- Ports intelligents : Des jumeaux numériques sont utilisés pour simuler et optimiser les opérations portuaires, incluant la gestion du trafic maritime et des transports terrestres ; la planification de l'accostage des navires et l'optimisation des opérations de chargement/déchargement, améliorant ainsi l'efficacité et la sécurité des ports[28].

### Santé et médecine
Le concept de jumeau numérique gagne le secteur de la santé, ouvrant la voie à une médecine plus personnalisée :
- Le Jumeau numérique humain (ou "Patient Digital Twin"), combiné à l'IA médicale, est un modèle virtuel de patient, pouvant intégrer ses données génétiques, son historique médical, ses paramètres physiologiques en temps réel (via des capteurs portables). Outre un intérêt pour l'apprentissage de la médecine, il pourrait bientôt permettre de simuler l'évolution de maladies, l'efficacité de traitements, la préparation d'une opération chirurgicale ou l'impact de thérapies personnalisées, avec le potentiel d'améliorer la médecine préventive, le diagnostic, la chirurgie et la recherche médicale et pharmaceutique[29],[30].
- Modélisation de tissus : en complément des apports biomédicaux issus des organoïde, des applications plus spécifiques incluent les jumeaux numériques d'organes. On parle aussi à ce propos, métaphoriquement, d'organe sur puce (ou Organ-on-a-chip ou OoC pour les anglophones), un dispositif microfluidique physique qui reproduit des fonctions physiologiques et mécaniques d'un ou plusieurs organes humains sur une puce miniaturisée. Il s'agit généralement d'un substrat transparent de la taille d'une carte de crédit, sur lequel sont gravés des microcanaux et des microchambres tapissées de cellules vivantes (issues de cultures cellulaires ou de cellules souches). Ces systèmes permettent de simuler l'environnement microphysiologique d'un organe, y compris les flux de fluides (mimant le sang ou d'autres liquides corporels), les contraintes mécaniques, et les interactions cellulaires. L'objectif est d'offrir une alternative plus pertinente et éthique aux tests sur animaux et aux cultures cellulaires 2D traditionnelles pour la recherche pharmaceutique, la toxicologie et le développement de modèles de maladies humaines[31]. On pourra peut-être bientôt utiliser des modélisations de ces organes jumeaux pour tester l'impact de médicaments de manière bioéthique (sans recours à l'expérimentation animale ou humaine directe, avec certaines limites car ces organes n'interagissent pas avec le reste du corps et avec l'environnemnet comme dans la réalité. Des travaux de recherche explorent par exemple la création de jumeaux numériques de cœurs pour simuler l'impact de l'arythmie cardiaque ou de nouvelles thérapies médicamenteuses[32].
- en télémédecine et surveillance à distance, des jumeaux numériques pourraient enrichir les plateformes de télémédecine en fournissant des modèles dynamiques des patients, permettant une surveillance à distance plus précise et des interventions proactives basées sur des simulations personnalisées[33].
- Dispositifs médicaux personnalisés : des jumeaux numériques de prothèses ou d'implants permettraient de simuler leur interaction avec le corps du patient, et de mieux les dimensionner, avant l'implantation, optimisant ainsi leur conception et leur durabilité[34].

### Industrie manufacturière et chaînes d'approvisionnement
- Usines intelligentes et lignes de production : Les jumeaux numériques d'usines entières ou de lignes de production permettent de simuler les processus de fabrication, d'optimiser l'agencement des machines, de tester de nouveaux produits virtuellement et de prévoir les goulets d'étranglement avant même leur apparition physique. Cela contribue à l'efficacité de l'Industrie 4.0[35].
- Chaînes d'approvisionnement : En modélisant numériquement l'ensemble d'une chaîne d'approvisionnement, les entreprises peuvent simuler des perturbations (pannes, retards, catastrophes naturelles) et optimiser la logistique, la gestion des stocks et la réactivité face aux imprévus[36].
- Robotique collaborative : Des chercheurs ont développé des jumeaux numériques de robots industriels pour simuler leur interaction avec l'environnement et les opérateurs humains dans des scénarios de production, permettant d'optimiser la sécurité et l'efficacité des tâches collaboratives[37].
- Conception de produits : Les jumeaux numériques sont utilisés dès la phase de conception pour tester virtuellement de nouveaux produits, simuler leurs performances sous différentes conditions et identifier les défauts potentiels avant la fabrication physique, réduisant ainsi les coûts et les délais de développement[38].

### Environnement et agriculture
- Gestion des ressources naturelles : Les jumeaux numériques de bassins versants, de champs cultivés ou de forêts peuvent aider à simuler l'impact du dérèglement climatique, de la déforestation ou de la pollution sur les écosystèmes, aidant ainsi à la prise de décision pour une gestion plus durable des ressources, de manière à rester dans les limites planétaires.
- Agriculture de précision : Des jumeaux numériques de parcelles agricoles sont créés en intégrant des données de capteurs au sol, de drones et de satellites pour surveiller la santé des cultures, optimiser l'irrigation et la fertilisation, et prédire les rendements, permettant une agriculture plus efficiente et respectueuse de l'environnement.

### Jumeaux numériques de l'atmosphère et modèles météorologiques
Les domaines de la météorologie et de la climatologie sont un terrain fertile pour l'application et le développement de jumeaux numériques dynamiques et complexes, en allant au-delà des modèles numériques classiques de prévision du temps (MNPT). Alors que les MNPT se basent sur des équations physiques complexes et des données initiales pour projeter l'état atmosphérique, un jumeau numérique de l'atmosphère peut intégrer, via une intelligence artificielle, en continu des volumes massifs de données d'observation (satellites, radars, stations au sol, ballons-sondes, etc.) en temps quasi réel, possiblement avec une fidélité bien supérieure, réduisant donc l'incertitude initiale et améliorant la précision des prévisions à court et moyen terme.
À plus long terme, les jumeaux numériques atmosphériques pourraient également jouer un rôle crucial dans la modélisation du changement climatique et de l'anthropisation du monde. En combinant les données historiques et en temps réel avec des simulations à haute résolution, ils permettraient d'explorer différents scénarios climatiques et d'évaluer l'impact de diverses politiques d'atténuation ou d'adaptation avec une granularité et une fiabilité accrues. Le projet européen Destination Earth (DestinE, lancé en 2020 et devant être terminé vers 2030), de création de « jumeaux numériques ultra-précis de la Terre », notamment porté par le Centre européen pour les prévisions météorologiques à moyen terme (ECMWF), doit aider à « surveiller et simuler les développements du système terrestre (terre, milieu marin, atmosphère, biosphère) et les interventions humaines ;  anticiper les catastrophes environnementales et les crises socio-économiques qui en résultent pour sauver des vies et éviter de grandes récessions économiques ; permettre l'élaboration et la mise à l'essai de scénarios en vue d'un développement toujours plus durable ».

### Liens et synergies entre jeu vidéo, cinéma, réalité virtuelle et jumeaux numériques
Le développement des jumeaux numériques et de l'industrie du jeu vidéo offre certains parallèles, ces deux domaines partageant des fondements technologiques et des approches conceptuelles communes, entraînant des synergies intéressantes et des transferts de connaissances.
L'industrie du jeu vidéo et celle du cinéma ont historiquement été à la pointe du rendu graphique de la modélisation tridimensionnelle, en temps réel pour le jeu vidéo, avec des simulations physiques et des interfaces utilisateur de plus en plus intuitives. Une partie de ses avancées de ces secteurs ont été directement exploitables et exploitées par les jumeaux numériques pour créer des représentations virtuelles hautement réalistes et interactives d'objets et de systèmes physiques.

Les moteurs de jeu vidéo, tels qu'Unreal Engine ou Unity, sont de plus en plus utilisés comme plateformes pour construire et visualiser des jumeaux numériques complexes, notamment pour les villes intelligentes, les usines ou les environnements de formation. Leur capacité à gérer des scènes vastes, des interactions physiques réalistes et des flux de données en temps réel en fait des outils puissants pour les jumeaux numériques.
Si la plupart des jeux ont toujours simulé des mondes virtuels, l'intégration de données du monde réel dans le jeu, et l'utilisation d'interfaces haptiques pourraient ouvrir la voie à des expériences de plus en plus immersives et dynamiques. Ainsi, des jeux simulant des villes pourraient intégrer des données de trafic en temps réel ou des conditions météorologiques précises via des jumeaux numériques de la ville, offrant une immersion accrue. De plus, les principes de simulation et d'optimisation des jumeaux numériques pourraient être appliqués à la conception et au test des jeux eux-mêmes, par exemple pour simuler le comportement des personnages non-joueurs (PNJ) ou optimiser les performances des serveurs en fonction de l'activité réelle des joueurs. La réalité virtuelle (RV) et la réalité augmentée (RA), souvent associées au jeu vidéo, sont aussi des interfaces naturelles permettant d'interagir avec les jumeaux numériques, permettant aux utilisateurs d'explorer et de manipuler les modèles virtuels de manière intuitive. Ces synergies soulignent la convergence croissante entre modélisation et simulation pour le divertissement et l'ingénierie, où les technologies développées pour l'un trouvent de nouvelles applications dans l'autre, repoussant les limites de l'interaction homme-machine et de la représentation du réel.

### Jumeaux numériques et cinéma, science-fiction
Le concept de jumeau numérique a précocement émergé dans certains romans de science-fiction, puis dans certains films qui ont exploité le sujet des réalités simulées et la dualité entre le monde physique et un équivalent numérique. Ces œuvres ont non seulement inspiré la recherche technologique, mais ont aussi préparé le public à la compréhension de ces notions complexes ; Ces œuvres, cinématographiques notamment retrouvées dans certains jeux vidéo, ont contribué à façonner et vulgariser l'idée que le monde physique peut avoir une réplique numérique avec laquelle on peut interagir, et que cette réplique peut devenir si fidèle qu'elle brouille les frontières entre le réel et virtuel. Elles suscitent des questions éthiques et philosophiques sur la nature de l'existence et de l'identité, dans un monde où les "jumeaux" numériques deviennent de plus en plus sophistiqués. Dans le cinéma, on peut par exemple citer : 
- Tron (1982), film produit par Disney, l'une des premières œuvres cinématographiques à visualiser un monde entièrement numérique dans lequel des "programmes" (des entités numériques) sont les alter ego de leurs utilisateurs humains. Le personnage principal, Kevin Flynn, se retrouve numérisé et doit interagir avec ce "cyberespace" où chaque programme est une sorte de "jumeau" de sa fonction ou de son créateur. Bien qu'il ne s'agisse pas d'un jumeau numérique au sens industriel moderne (qui réplique et synchronise un objet physique en temps réel), la notion de représentation numérique vivante et interactive d'une entité du monde réel y est fortement présente[44]. Le film explore la dépendance mutuelle entre l'utilisateur et son programme, préfigurant l'interconnexion entre le physique et le virtuel.
- La Matrice (1999), une trilogie Matrix qui pousse le concept de jumeau numérique à son paroxysme en imaginant que la réalité perçue par l'humanité est elle-même une simulation informatique géante, la "Matrice". Là, chaque être humain et chaque objet du monde "réel" ont une existence et des propriétés entièrement numérisées. Certains personnages de la série peuvent interagir avec cette réalité simulée, la modifier et même la "télécharger" ou la manipuler, reflétant une forme ultime de jumeau numérique où le monde physique serait la résultante d'un immense modèle numérique[45]. La déconnexion d'avec cette simulation ("la pilule rouge") représente la prise de conscience de l'existence d'une réalité "physique" externe à ce jumeau numérique global.
- Passé virtuel (The Thirteenth Floor, 1999) : Sorti la même année que Matrix, ce film explore également une réalité simulée. Des personnages créent une simulation parfaite du Los Angeles de 1937, habitée par des personnes virtuelles qui ne savent pas qu'elles sont des programmes. La découverte que leur propre réalité pourrait aussi être une simulation de niveau supérieur pose des questions profondes sur la nature de la réalité et la possibilité de jumeaux numériques imbriqués[46].
- Inception (2010) : Bien que n'étant pas directement sur les jumeaux numériques, Inception explore la création et la manipulation de réalités construites numériquement (les rêves partagés). La capacité à modéliser des environnements complexes et à interagir avec eux pour influencer la perception de la réalité est un écho lointain de la puissance des jumeaux numériques[47].
- Ready Player One (2018) : Ce film dépeint un futur où la majorité de l'humanité passe son temps dans l'OASIS, un vaste monde virtuel hyper-réaliste. Bien que plus orienté vers un métavers ou un monde virtuel généré, la connexion immersive entre les avatars numériques des utilisateurs et leur "réalité" physique (où leurs actions dans l'OASIS ont des conséquences réelles) résonne avec l'idée d'un double numérique influent et interactif[48].

## Ressources nécessaires à un jumeau numérique
Pour sa création, son maintien et son fonctionnement, un jumeau numérique nécessite des ressources financières parfois importantes. Il nécessite aussi :
- des ressources en énergie électrique, en puissance de calcul, en bases de données propres et optimisées, en mémoire informatique, en serveurs performants (ou, alternativement en infrastructures cloud), et le cas échéant en connectivité informatique (qualité de bande passante pour l'échange de données entre le jumeau numérique et les systèmes physiques). La modélisation 3D dynamique et ultra-réaliste est particulièrement gourmande en ressources de calcul et de stockage, en particulier pour la mise à jour en temps réel. L'optimisation de ces ressources et les économies d'énergie et de matière sont un enjeu croissant, surtout dans le cas des systèmes complexes, ou déployés à grande échelle.
- des ressources matérielles telles que capteurs et dispositifs IoT qui vont collecter des données en temps réel sur l’environnement physique ; des serveurs et infrastructures cloud (si le jumeau numérique est hébergé dans le cloud) ; des équipements de visualisation (écrans haute résolution, casques de réalité virtuelle ou augmentée et éventuels outils haptiques our interagir avec le modèle numérique) ;
- des ressources humaine, telles qu'experts en modélisation et simulation et modélisation 3D, en intelligence artificielle et en analyse de données ; des développeurs et intégrateurs chargés de programmer et mettre en place les interfaces et algorithmes nécessaires ; des opérateurs et analystes (chargés de la surveillance et de l'interprétation des données, et de l'optimisation des performances du jumeau).

Pour rendre un jumeau numérique plus sobre énergétiquement et écologiquement soutenable, tout en conservant son utilité, plusieurs stratégies alternatives ou d'optimisation sont possible, dont :

### Modélisation 3D statique; ou à la demande
- Plutôt qu'une représentation 3D constamment mise à jour et recalculée en temps réel, un jumeau numérique peut utiliser une modélisation 3D statique (avec un modèle visuel de l'objet ou du système qui reste fixe, sans changer dynamiquement. Les informations de l'état du jumeau (par exemple : température, pression, performance...) sont alors affichées via des superpositions d'informations (textes, graphiques, indicateurs colorés) sur cette vue statique, voire sur un schémas 2D encore plus simplificateur ;
- La modélisation 3D dynamique peut être générée (animée) uniquement à la demande, par exemple, lors d'une inspection spécifique ou d'une simulation complexe nécessitant une visualisation poussée. La charge de calcul est ainsi globalement diminuée[49] ;
- la modélisation par attributs et données (l'intérêt du jumeau numérique réside dans le lien entre les données, les attributs et les relations logiques entre composants d'un objet ou système, plus que dans la seule représentation visuelle ; un attribut désigne ici une caractéristique ou une propriété associée à un élément du modèle. Il permet de décrire un objet, un système ou un processus de manière structurée). Un jumeau numérique peut exister principalement comme un modèle de données enrichi, décrivant les propriétés, l'état, le comportement et l'historique d'un objet ou système physique ou d'un organisme vivant, écosystème, etc.
- un modèle peut se concentrer sur certains attributs fonctionnels (ex : capacité de production et d'efficacité énergétique) et sur les interdépendances, sans nécessiter de visualisation spatiale. Les algorithmes d'analyse et de prédiction peuvent opérer directement sur ces ensembles de données, par exemple pour la maintenance prédictive et préventive[50].

### Utilisation de visualisations et schémas 2D ou de tableaux de bord
- souvent, les informations clés d'un jumeau numérique peuvent être efficacement présentées via un tableau de bord basés sur des interfaces 2D. Ce tableau affiche des données numériques, des graphiques de tendances, des jauges, des indicateurs d'état, des alertes, etc.. en économisant les ressources graphiques et en calcul en temps réel, tout en fournissant les informations opérationnelles essentielles.
- des schémas techniques interactifs en 2D (ex : diagrammes de flux, plans d'installations) peuvent alors servir de support visuel ; les données du jumeau étant alors intégrées à ces schémas, permettant de cliquer sur un composant pour voir ses performances ou son statut[51].

### Réduction de la fidélité visuelle (Level of Detail - LOD), et micro-simulations
- Si une représentation 3D est nécessaire, il est possible d'appliquer des stratégies de réduction du niveau de détail (LOD), c'est-à-dire de simplification du modèle 3D  pour les objets éloignés ou d'importance secondaire, le modèle aumgentant son détail uniquement là et quand un utilisateur zoome, ou interagit avec un composant spécifique d l'objet ou du système ;
- La fréquence de rafraîchissement de la modélisation dynamique peut aussi être abaissée, pour économiser des ressources de calcul, tout en restant suffisante pour la plupart des usages non critiques.
- Plutôt qu'une simulation globale constante, le jumeau numérique peut déclencher des micro-simulations ciblées (par exemple, la simulation d'un flux de fluide dans une section de tuyau) uniquement lorsque des conditions spécifiques (ex: une variation anormale de pression) l'exigent.

### Architecture basée sur le cloud
- L'utilisation de plateformes cloud permet de mutualiser et d'optimiser les ressources de calcul. Les calculs lourds de simulation ou de rendu peuvent être effectués à distance et les résultats streamés aux utilisateur[52].

## Technologies apparentées
- Méthode des éléments finis
- Internet des objets
- Building information modeling (BIM)
- Industrie 4.0
- Systèmes de surveillance de l'état et de l'utilisation (en)
- Gestion intégrée de l'état des véhicules
- Jumeau numérique du projet